# Remdesivir
Remdesivir (cod de dezvoltare GS-5734) este un nou medicament antiviral din clasa analogilor de nucleotide. Acesta a fost dezvoltat de Gilead Sciences ca tratament pentru boala virală Ebola și infecțiile cu virusul Marburg, deși ulterior s-a demonstrat că are activitate antivirală împotriva altor virusuri ARN monocatenare, precum virusul sincițial respirator, virusul Junin, febra hemoragică Lassa, virusul Nipah, virusul Hendra și coronavirusuri (inclusiv virusurile MERS și SARS). Actualmente este studiat pentru infecțiile cu SARS-CoV-2 și Henipavirus. Bazat pe succesul împotriva altor infecții cu coronavirus, Gilead a furnizat remdesivir medicilor care au tratat un pacient american în Snohomish County, Washington în 2020, care era infectat cu SARS-CoV-2, și a furnizat compusul în China pentru efectuarea unor teste clinice pe indivizi infectați cu și fără simptome severe.
Food and Drug Administration din SUA a autorizat tratamentul de urgență pentru cazurile spitalizate foarte grave la începutul lunii mai 2020, după ce s-a demonstrat că are un efect de scurtare a perioadei de recuperare, dar nu și asupra ratei de supraviețuire.

## Context
Pe 9 octombrie 2015, United States Army Medical Research Institute of Infectious Diseases (USAMRIID) a anunțat rezultate preclinice încurajatoare obținute de compusul GS-5734 în blocarea virusului Ebola în maimuțe Rhesus. Epidemia de Ebola din Africa de Vest a durat din 2013 până în 2016. Travis Warren, care era investigator principal al USAMRIID  din 2007, a declarat că „munca este un rezultat al colaborării continue dintre USAMRIID și Gilead Sciences”. „Triajul inițial” al "colecției de compuși a Gilead Sciences pentru a găsi molecule cu activitate antivirală promițătoare” a fost realizată de cercetătorii de la Centrul pentru Controlul si Prevenirea Bolilor (CDC). Ca urmare a acestui efort, s-a recomandat ca GS-5734 „să fie dezvoltat în continuare ca un potențial tratament”. Concluziile lor au fost prezentate la adunarea anuală a Societății de Boli Infecțioase din America (IDSA), care a avut loc la Centrul de Convenții San Diego între 7 și 11 octombrie, și publicate în revista Nature. Cercetarea pe Ebola a fost efectuată în cadrul laboratoarelor USAMRIID de izolare maximă de nivel de biosecuritate 4 ale Departamentului de Apărare, singura organizație a acestui Departament care are capacități de nivel maxim. Cercetarea a fost finanțată de Defence Threat Reduction Agency și de către Departamentului de Apărare.

## Utilizare
Testele de laborator sugerează că remdesivir este eficient împotriva unei game largi de virusuri, inclusiv SARS-CoV și MERS-CoV. Medicamentul a fost folosit pentru a trata epidemia de Ebola din Africa de Vest din 2013-2016.

### Virusul Ebola
Remdesivir a fost trecut rapid prin studii clinice ca urmare a epidemiei de Ebola din Africa de Vest din 2013-2016, în cele din urmă fiind folosit pe cel puțin un pacient uman în ciuda stadiului incipient al cercetărilor. Rezultatele preliminare au fost promițătoare și a fost folosit în starea de urgență cauzată de epidemia de Ebola din Kivu care a început în 2018, iar apoi în mai multe studii clinice, până în august 2019, când oficialii congolezi din domeniul sănătății au anunțat că este în mod semnificativ mai puțin eficace decât tratamentele cu anticorpi monoclonali, precum mAb114 și REGN-EB3. Cu toate acestea, studiile au stabilit profilul de siguranță al medicamentului.

### Coronavirus
La sfârșitul lunii ianuarie 2020, ca răspuns la pandemia de coronaviroză COVID-19, Gilead a început testarea în laborator a remdesivir împotriva SARS-CoV-2, menționând că remdesivir este activ împotriva SARS și MERS pe modele de animale infectate CoV. De asemenea, a furnizat remdesivir pentru tratament unui „număr mic de pacienți”, în colaborare cu autoritățile medicale din China. La sfârșitul lunii ianuarie 2020, remdesivir a fost administrat primului pacient american care a fost confirmat cu SARS-CoV-2, în Snohomish County, Washington, pentru „uz compasional”, după ce starea sa a evoluat spre pneumonie. Deși nu pot fi trase concluzii pe baza unui singur tratament, starea pacientului s-a îmbunătățit în mod excepțional a doua zi și a fost în cele din urmă externat. De asemenea, la sfârșitul lunii ianuarie 2020, cercetătorii din China au raportat că remdesivir și alte două medicamente, hidroxiclorochină și favipiravir, par să aibă „efecte inhibitoare destul de bune” asupra SARS-CoV-2 (după cercetarea exploratorie care a examinat 30 de medicamente candidate), iar ulterior au fost depuse cererile pentru a începe testele clinice. Pe 6 februarie 2020, un studiu clinic cu remdesivir a început în China.
Pe 17 martie 2020, remdesivir a fost autorizat provizoriu pentru utilizarea la  pacienți COVID-19 în stare gravă în Cehia. Deși nu pot fi trase concluzii definitive pe baza acestui singur tratament, rezultatele obținute după administrarea de remdesivir unui pacient italian în Genova, în vârstă de 79 de ani, au fost descrise ca fiind de succes pe 18 martie 2020. Alți pacienți au primit același tratament, dar aceste rezultate nu sunt cunoscute. La acea dată, OMS a anunțat lansarea unui studiu clinic mare, cu patru ramuri (studiul SOLIDARITY), care include un grup de pacienți tratați cu remdesivir.
Pe 23 martie 2020, Gilead a suspendat accesul la remdesivir pentru uz compasional (cu excepția cazurilor de copii grav bolnavi și femei gravide) din motive legate de aprovizionare, invocând necesitatea de a continua furnizarea substanței pentru testare in studiile clinice. In aplicarea brevetului Veklury, langa 100 mg Remdesivir (ca ingredient activ) este utilizat sulfobutileter-beta-ciclodextrina ca solubilizator in cantitate de 3 sau 6 g, produs de Ligand Pharmaceuticals (San Diego, USA) Captisol si Cyclolab, Ciclodextrin Cercetare si dezvoltare Srl. (Budapest, Ungaria ) Dexolve.

### Aplicații veterinare
În 2019 s-a demonstrat că forma activă a remdesivir, GS-441524, este o variantă promițătoare pentru tratarea peritonitei infecțioase feline cauzată de coronavirus.
Cu toate acestea, GS-441524 nu a fost evaluat sau aprobat de către FDA pentru tratamentul de coronavirusului felin sau peritonita infecțioasă felină.

## Mecanism de acțiune și de rezistență
Remdesivir este un promedicament care metabolizează în forma sa activă GS-441524. Un analog nucleotidic al adenozinei, GS-441524 interferează cu acțiunea virală ARN polimerazei dependentă de ARN și evită corectura exoribonucleazei virale (ExoN), provocând o scădere a producției de ARN viral. Deși nu se cunoștea dacă termină lanțurile de ARN sau provoacă mutații în acestea, s-a descoperit că ARN polimeraza dependentă de ARN a virusului Ebola este inhibată în cea mai mare parte de întreruperea întârziată a lanțului.
În 2018 au fost identificate mutații în replicaza ARN a virusului hepatitei murine care cauzează rezistență parțială la remdesivir. Aceste mutații fac virusul mai puțin eficace în natură, iar cercetătorii cred că probabil mutațiile nu vor persista acolo unde medicamentul nu este utilizat.

## Sinteză

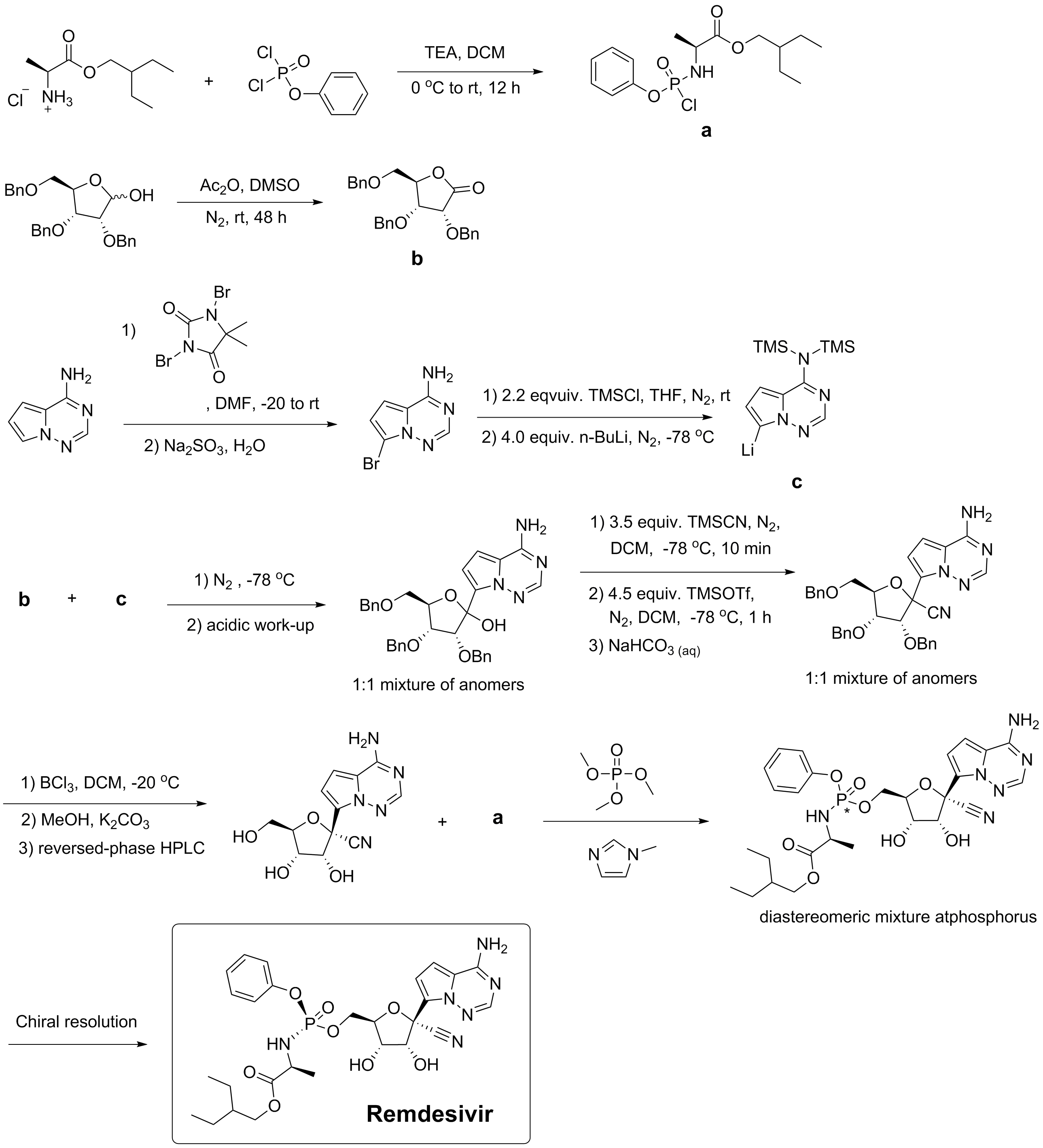
Sinteza remdesivir în formule structurale.

Remdesivir poate fi sintetizat în mai multe etape din derivați ai ribozei. Figura de alături este una dintre căile de sinteză a remdesivir inventată de Chun și coautorii de la Gilead Sciences. În această metodă, intermediarul a este în primul rând preparat din L-alanină și fenil fosforodicloridat în prezență de trietilamină și diclormetan. Riboza protejată de triplu benzil este oxidată de dimetilsulfoxid cu anhidridă acetică pentru a produce intermediarul b lactonă. Pirolo[2,1-f][1,2,4]triazin-4-amina este bromurată, iar grupul de amine este protejat de excesul de clorură de trimetilsilil. n-Butillitiu suferă o reacție de schimb halogen-litiu cu bromură la -78 °C pentru a produce intermediarul c. Intermediarul b este apoi adăugat la o soluție conținând intermediarul c prin picurare. După stingerea reacției în soluție apoasă slab acidă, se obține un amestec de 1:1 anomeri. Acesta reacționează apoi cu un exces de cianură de trimetilsilil în diclormetan la -78 °C timp de 10 minute. Este adăugat trimetilsilil triflat și reacționează pentru încă 1 oră, iar amestecul este stins într-o soluție apoasă de bicarbonat de sodiu. Se obține un nitril intermediar. Grupul de protecție, benzil, este apoi eliminat cu triclorură de bor în diclormetan la -20 °C. Excesul de triclorură de bor este stins într-un amestec de carbonat de potasiu și metanol. Se obține un intermediar fără benzil. Izomerii sunt apoi separați prin HPLC. Compusul optic pur și intermediarul a reacționează cu trimetil fosfat și metilimidazol pentru a obține un amestec diastereoizomeric de remdesivir. În cele din urmă, remdesivir optic pur poate fi obținut prin metode de rezoluție chirală.

## Legături externe
- „Remdesivir”. Drug Information Portal. U.S. National Library of Medicine.
- „Gilead Sciences Update On The Company's Ongoing Response To COVID-19”. Gilead Sciences.